# Vini stepheni
O papagaio-de-henderson (Vini stepheni) é uma espécie de ave da família Psittacidae.
É endémica da Ilha Henderson, uma ilha pertencente ao grupo das ilhas Pitcairn.
Os seus habitats naturais são: florestas subtropicais ou tropicais húmidas de baixa altitude.
Está ameaçada por perda de habitat.